# Třebýcina
Třebýcina je malá vesnice, část města Měčín v okrese Klatovy v Plzeňském kraji. Nachází se asi čtyři kilometry jihozápadně od Měčína. Je zde evidováno 35 adres. V roce 2011 zde trvale žilo 37 obyvatel.
Třebýcina je také název katastrálního území o rozloze 4,22 km². V katastrálním území Třebýcina leží i Hráz.

## Historie
První písemná zmínka o vesnici pochází z roku 1245.

## Obyvatelstvo
| Rok            | 1869 | 1880 | 1890 | 1900 | 1910 | 1921 | 1930 | 1950 | 1961 | 1970 | 1980 | 1991 | 2001 | 2011 | 2021 |
| -------------- | ---- | ---- | ---- | ---- | ---- | ---- | ---- | ---- | ---- | ---- | ---- | ---- | ---- | ---- | ---- |
| Počet obyvatel | 214  | 210  | 197  | 204  | 223  | 212  | 191  | 120  | 100  | 84   | 63   | 53   | 44   | 37   | 39   |
| Počet domů     | 34   | 34   | 34   | 34   | 35   | 36   | 37   | 37   | 45   | 28   | 24   | 28   | 30   | 30   | 31   |

## Obecní správa
Při sčítání lidu v letech 1850–1963 Třebýcina byla samostatnou obcí v okrese Přeštice. Od roku 1964 je částí města Měčín v okrese Klatovy. V letech 1850–1963 k obci patřila Hráz.

## Galerie

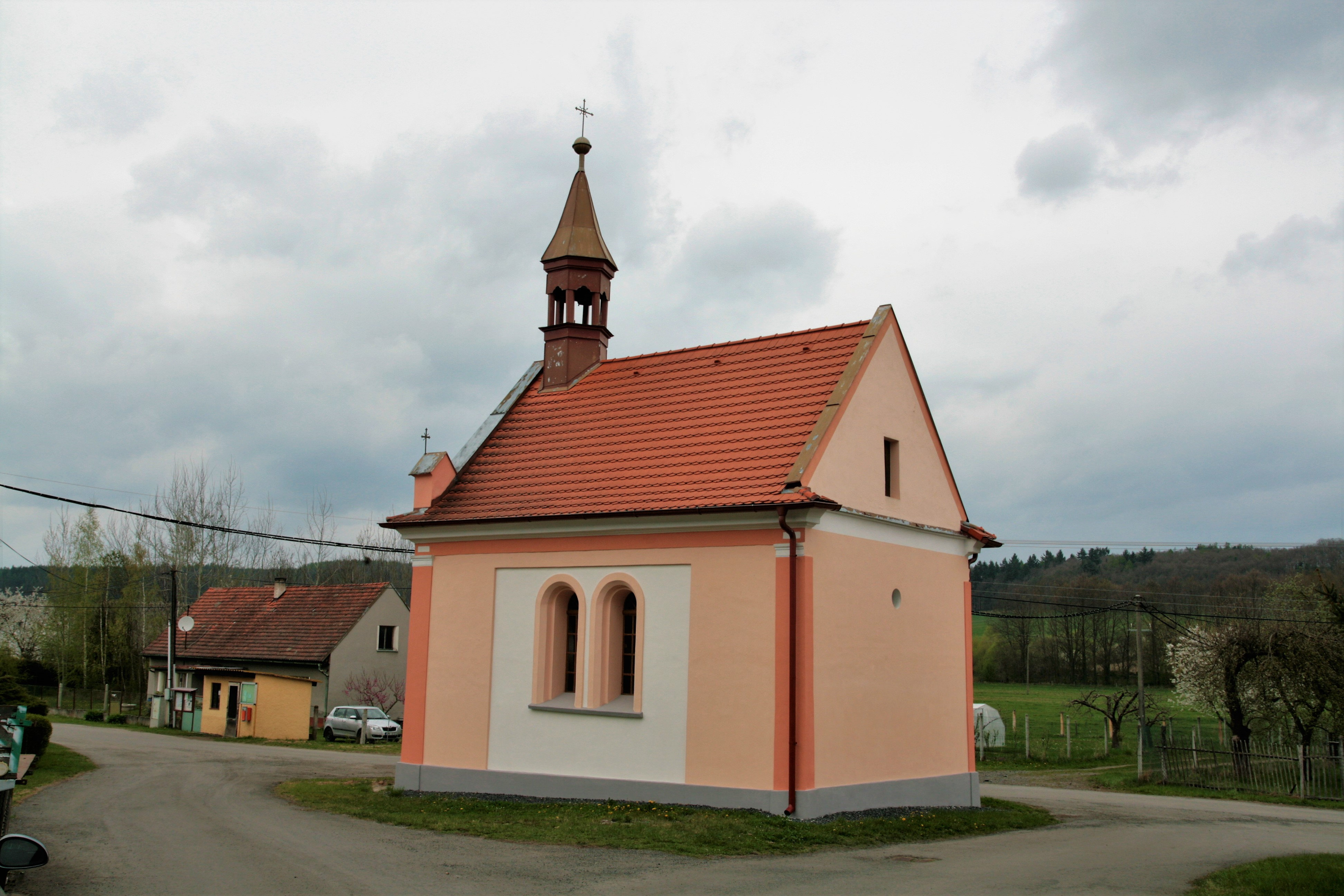
Kaple
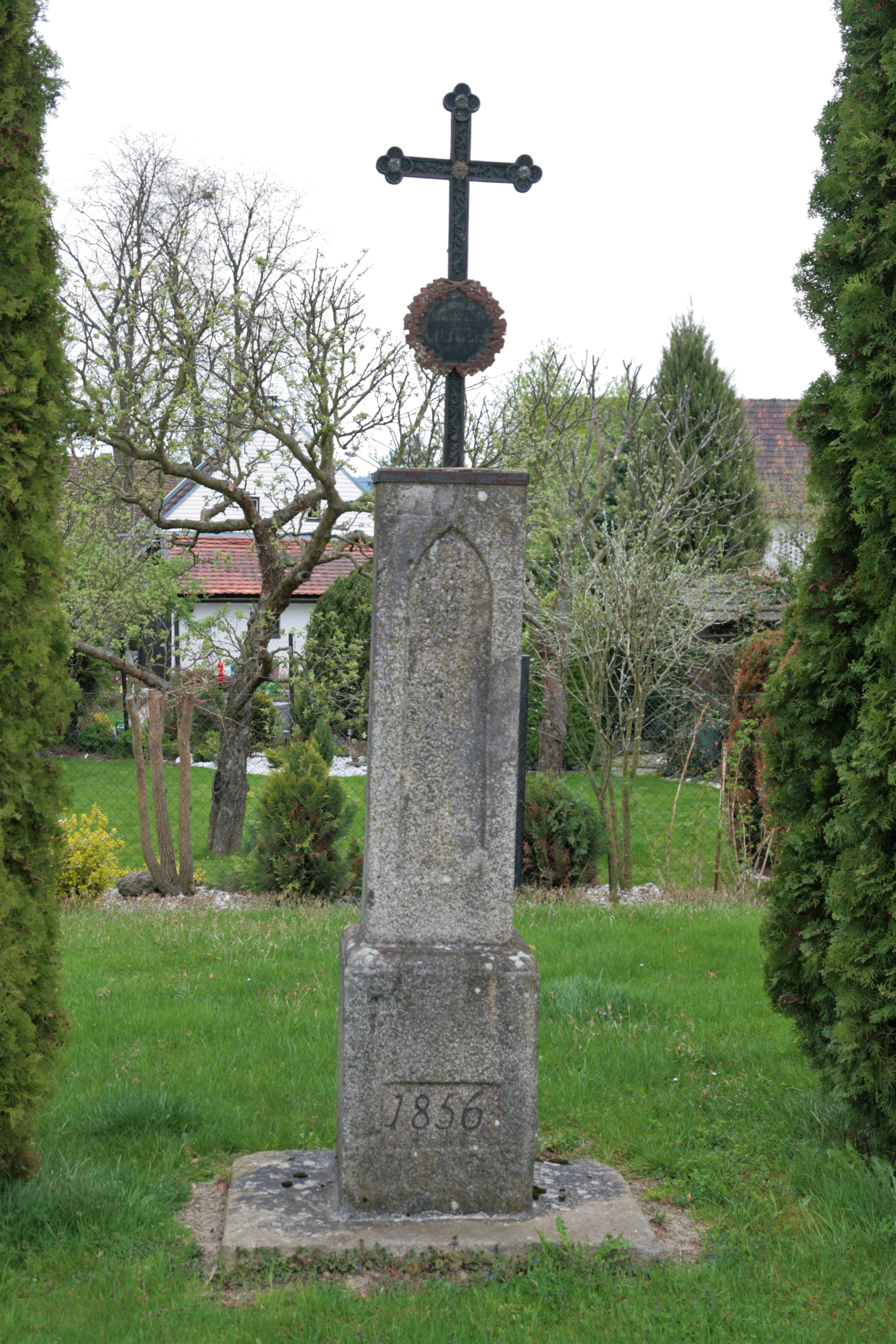
Kříž
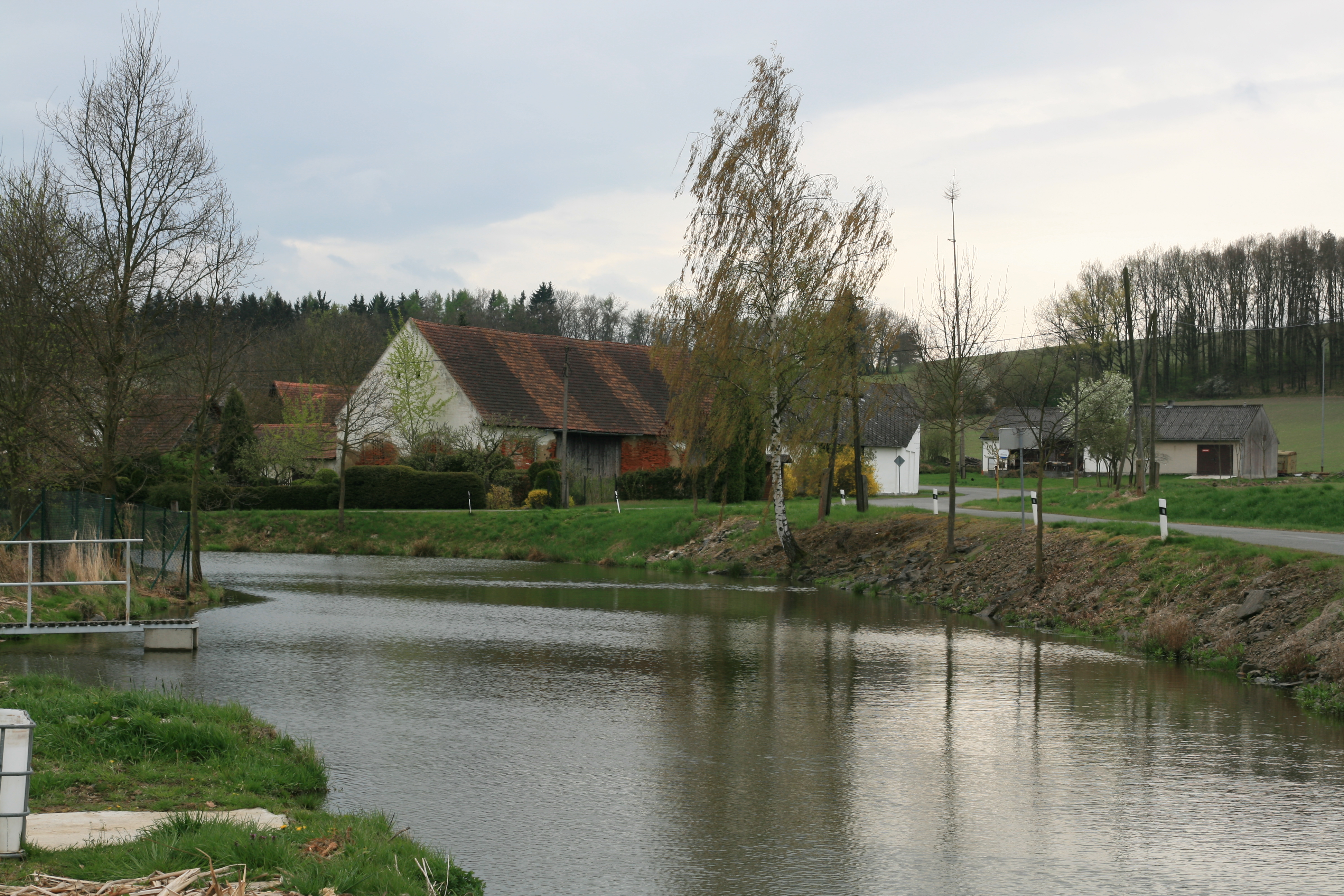
Rybník